# Trần Cẩm Hồng
Trần Cẩm Hồng (sinh ngày 1 tháng 1 năm 1967) là diễn viên truyền hình và điện ảnh nổi tiếng tại Hồng Kông. Anh là gương mặt diễn viên truyền hình quen thuộc của hãng truyền hình TVB với hàng loạt những phim nổi danh như: Nhân viên điều tra, Bí mật của trái tim, Hồ sơ trinh sát IV, Tuyết sơn phi hồ, Vạn phụng chi vương, Bà nhà tôi, Thử thách nghiệt ngã. Năm 1998, vai diễn đột phá của anh trong bộ phim điện ảnh Hold You Tight,, giúp anh giành được giải Nam diễn viên chính xuất sắc nhất tại Liên hoan phim quốc tế Singapore. Vai diễn ấn tượng nhất trong sự nghiệp truyền hình của anh là vai Hứa Văn Bưu trong Thử thách nghiệt ngã (1999).

## Tiểu sử
Trần Cẩm Hồng sinh ra trong gia đình trung lưu tại Hồng Kông. Anh có hai người chị gái và hai người em gái. Cha của anh là chủ một nhà máy. Tuy nhiên, trong một trận hỏa hoạn, cha anh đã qua đời khi anh mới 11 tuổi. Có một thời gian anh phải nghỉ học để phụ mẹ giặt ủi kiếm tiền. Sau đó, chị gái của anh đi làm, anh đã đi học trở lại và thi vào Học viện diễn xuất Hồng Kông.

## Sự nghiệp
Trần Cẩm Hồng là một trong những diễn viên hàng đầu của TVB trong thập niên 90.Năm 1990, sau khi tốt nghiệp tại Học viện diễn xuất Hồng Kông, Trần Cẩm Hồng đầu quân cho hãng ATV. Anh tham gia hàng loạt vai diễn tại đây bao gồm: Shanghai 1949, All Out of Love,Why is My Teacher a Ghost? (I&II),Spirit of the Dragon....Vai chính đầu tay trong phim điện ảnh Bride With White Hair 2 (Bạch phát ma nữ 2) đã khiến TVB chú ý đến anh và mời về đóng phim năm 1994. Sự nghiệp của anh bắt đầu tỏa sáng với hàng loạt vai diễn nặng ký trong các phim được đầu tư lớn của hãng như: Nhân viên điều tra I & II (vai Lâm Vĩnh Thái), Bí mật của trái tim(vai Trình Gia Hùng), Tân Bến thượng hải(vai Hứa Văn Cường), Tuyết sơn phi hồ (vai Hồ Phỉ), Hồ sơ trinh sát IV.... Vai diễn nổi bật nhất của anh là vai phản diện Hứa Văn Bưu trong phim kinh điển Thử thách nghiệt ngã, vai diễn này được bình chọn là một trong 9 vai phản diện xuất sắc nhất của TVB.
Ngoài ra, vai diễn đột phá và ấn tượng trong phim điện ảnh Hold You Tight năm 1998, giúp anh đoạt giải Nam chính xuất sắc tại Liên hoan phim quốc tế Singapore cùng năm đó.
Đến năm 2000, anh rời khỏi TVB và tấn công thị trường Đại Lục nhưng không thành công như mong đợi, sau đó anh ký hợp đồng đóng phim với ATV. Đến năm 2004, anh quay lại TVB đóng nhiều phim tại đây, nhưng đáng chú ý nhất là Bà nhà tôi I& II và Vạn phụng chi vương, đều hợp tác với hoa đán Tuyên Huyên, cả hai đã kết hợp rất ăn ý và thành công.
Đến năm 2014, anh rời khỏi TVB ký hợp đồng HKTV, nhưng do hãng bị chính phủ Hồng Kông cấm phát sóng trên truyền hình, anh cùng nhiều nghệ sĩ nổi tiếng khác rơi vào cảnh không có việc.
Ngoài ra, Trần Cẩm Hồng còn mở nhà hàng ẩm thực hơn 10 năm nay. Mới đây anh tiếp tục bỏ ra số tiền lớn cùng bạn bè mở nhà hàng ở khu vực Hoàng Phổ, làm ăn cũng khá thuận lợi.

## Các phim đã tham gia
| Điện ảnh    | Điện ảnh                                | Điện ảnh                              | Điện ảnh                                                                                       |
| Năm         | Tên phim                                | Vai diễn                              | Ghi chú                                                                                        |
| ----------- | --------------------------------------- | ------------------------------------- | ---------------------------------------------------------------------------------------------- |
| 1990        | Her Fatal Ways                          | Vai cậu thanh niên                    | khách mời                                                                                      |
| 1992        | Three Summers                           | Lam                                   |                                                                                                |
| 1993        | Bạch phát ma nữ 2                       | Feng Junjie                           |                                                                                                |
| 1994        | Naughty Couple                          | Henry Lo Chi-fung                     |                                                                                                |
| 1994        | The Modern Love                         | Siu-wong                              |                                                                                                |
| 1995        | Ghost House: A True Story               | Eric                                  |                                                                                                |
| 1996        | Scorpio                                 | Tse Chi-fung                          |                                                                                                |
| 1996        | Tristar                                 | Fa's partner                          |                                                                                                |
| 1996        | The Great Jetfoil Robbery               |                                       |                                                                                                |
| 1997        | Destination: 9th Heaven                 |                                       |                                                                                                |
| 1997        | Troublesome Night                       | To Kar-ming                           |                                                                                                |
| 1998        | Hold You Tight                          | Fung Wai                              | Đoạt giải nam chính xuất sắc nhất tại Liên hoan phim quốc tế Singapore                         |
| 1998        | Cheap Killers                           | Yat Tiu                               |                                                                                                |
| 1998        | The Love & Sex of the Eastern Hollywood | Ko Sing                               |                                                                                                |
| 2000        | Comeuppance                             | Cheung Chi-wah                        |                                                                                                |
| 2000        | The Enemy                               | Chan Hung-chun                        |                                                                                                |
| 2001        | Love Insurance                          | Ho Fu                                 |                                                                                                |
| 2002        | Love in Garden Street                   | Roy                                   |                                                                                                |
| 2003        | A Tragic Room                           | Lip Kwan                              |                                                                                                |
| 2003        | Hell-World Judge                        | Ha Fu-cho                             |                                                                                                |
| 2004        | One Eye Open                            |                                       |                                                                                                |
| 2010        | 72 Tenants of Prosperity                | Tailor Man                            |                                                                                                |
| Truyền hình |                                         |                                       |                                                                                                |
| Year        | Title                                   | Role                                  | Notes                                                                                          |
| 1991        | Shanghai 1949                           | Ba Zixuan                             |                                                                                                |
| 1991        | All Out of Love                         | Kong Wai-chung                        |                                                                                                |
| 1992        | Hong Kong Revisited                     | Masao Yamazaki                        |                                                                                                |
| 1992        | Why is My Teacher a Ghost?              | Sze Tsun-nam                          |                                                                                                |
| 1992        | Spirit of the Dragon                    | Nakamura                              |                                                                                                |
| 1992        | Something Incredible: Labyrinth Murder  | Ko Fai                                | TV movie                                                                                       |
| 1993        | The Silver Tycoon                       | Duen Hon-to                           |                                                                                                |
| 1993        | Why is My Teacher a Ghost 2             | Sze Tsun-nam                          |                                                                                                |
| 1993        | Gun and Glory                           | Wu Kwan                               |                                                                                                |
| 1995        | When a Man Loves a Woman                | Roy Wong Man-tak                      | Episode 7                                                                                      |
| 1995        | Bao thanh thiên                         | Yeung Ka-po                           | Episode: Son's Revenge                                                                         |
| 1995        | Nghĩa nặng tình thâm                    | Fung Tsan-bong                        | Sitcom xuất hiện từ tập 66-82                                                                  |
| 1995        | Nhân viên điều tra                      | Sergeant Lâm Vĩnh Thái                |                                                                                                |
| 1995        | Điệp vụ sân khấu                        | Kiu Ho-kwong / Chan Yiu-cho           |                                                                                                |
| 1996        | Tân bến thượng hải                      | Hứa Văn Cường                         |                                                                                                |
| 1996        | Nhân viên điều tra II                   | Sergeant Lam Wing-tai                 |                                                                                                |
| 1996        | Chàng mập nghĩa tình                    | Ho Ka-lok                             |                                                                                                |
| 1997        | A Recipe for the Heart                  | Bác sĩ Wong Luk                       | Khách mời                                                                                      |
| 1998        | Bí mật của trái tim                     | Trình Gia Hùng                        |                                                                                                |
| 1999        | Tuyết sơn phi hồ                        | Hồ Phỉ                                |                                                                                                |
| 1999        | Hồ sơ trinh sát IV                      | Giang Tử Sơn                          |                                                                                                |
| 1999–2000   | Thử thách nghiệt ngã                    | Michael Hứa Văn Bưu                   |                                                                                                |
| 2000        | Battlefield Network                     | Fong Siu-lung                         |                                                                                                |
| 2002        | Reincarnated Love                       | Ching Chung-hon / Lee Sheung-yan      |                                                                                                |
| 2002        | Jin Xiu Qiang Cheng                     | Feng Jianbo                           |                                                                                                |
| 2005        | Strike at Heart                         | Hui Siu-yat                           | Warehoused                                                                                     |
| 2005        | Bà nhà tôi                              | Scott Kot Kwok-kwong                  |                                                                                                |
| 2005        | Tien Sheng Jue Pei Nao Fan Tian         | Hong Yi                               |                                                                                                |
| 2006        | Bie Shuo Ai Qing Ku                     | Lu An                                 |                                                                                                |
| 2006        | Placebo Cure                            | Man Ka-woh                            |                                                                                                |
| 2006        | Du Kiếm Giang Hồ                        | Yeung Muuk                            |                                                                                                |
| 2006        | Bảo hiểm tình yêu                       | Ken Kwok Fu-keung                     | Đề cử diễn viên nam xuất sắc (Top 20) Đề cử nhân vật truyền hình được yêu thích (Top 20)       |
| 2007        | The Slicing of the Demon                | To Sei-hoi                            | Warehoused                                                                                     |
| 2007        | Loạn Thế Giai Nhân                      | Poon Sai-cheung                       |                                                                                                |
| 2007        | Duyên Tình Trên Mảnh Vườn Xanh          | "Caustic" Choi Kar-sing               | Đề cử Top 20 — Nam diễn viên chính xuất sắc Đề cử nhân vật truyền hình được yêu thích (Top 24) |
| 2007        | Hành Động Liêm Chính                    | Thanh tra cao cấp Sunny Leung Pak-wah | Episode: Iron Window Express                                                                   |
| 2007        | Phoenix Rising                          | Yin Leung                             |                                                                                                |
| 2008        | Quan Hệ Đồng Nghiệp                     | Chan Chi-yin                          | Sitcom Khách mời(Episodes 240–41, 246, 250)                                                    |
| 2008        | Legend of the Demigods                  | An Hei                                | Đề cử — Top 10 nhân vật truyền hình được yêu thích                                             |
| 2009        | The Greatness of a Hero                 | Constable Sung Ting-yuk               | Warehoused                                                                                     |
| 2009        | The Winter Melon Tale                   | Tin Tai-kwai                          |                                                                                                |
| 2009        | Bà nhà tôi II                           | Scott Kot Kwok-kwong                  |                                                                                                |
| 2009        | A Chip Off the Old Block                | Chor Fan                              | Đề cử top 15 nhân vật truyền hình được yêu thích                                               |
| 2010        | Ghost Writer                            | Ko Jit                                |                                                                                                |
| 2011        | Wax and Wane                            | Man Kar-fung                          |                                                                                                |
| 2011        | The Life and Times of a Sentinel        | Shunzhi Emperor                       | khách mời                                                                                      |
| 2011        | River of Wine                           | Leung Ching-hong                      |                                                                                                |
| 2011        | Vạn phụng chi vương                     | Do-kwong Emperor                      | Đề cử — Top 15 nam diễn viên xuất sắc                                                          |
| 2013        | The Day of Days                         | Sung Lai-wo                           |                                                                                                |
| 2013        | Chun Tian De Jiao Xing Jia              | Ding Yichun                           |                                                                                                |
| 2015        | Doom +5                                 |                                       |                                                                                                |